# Sarma

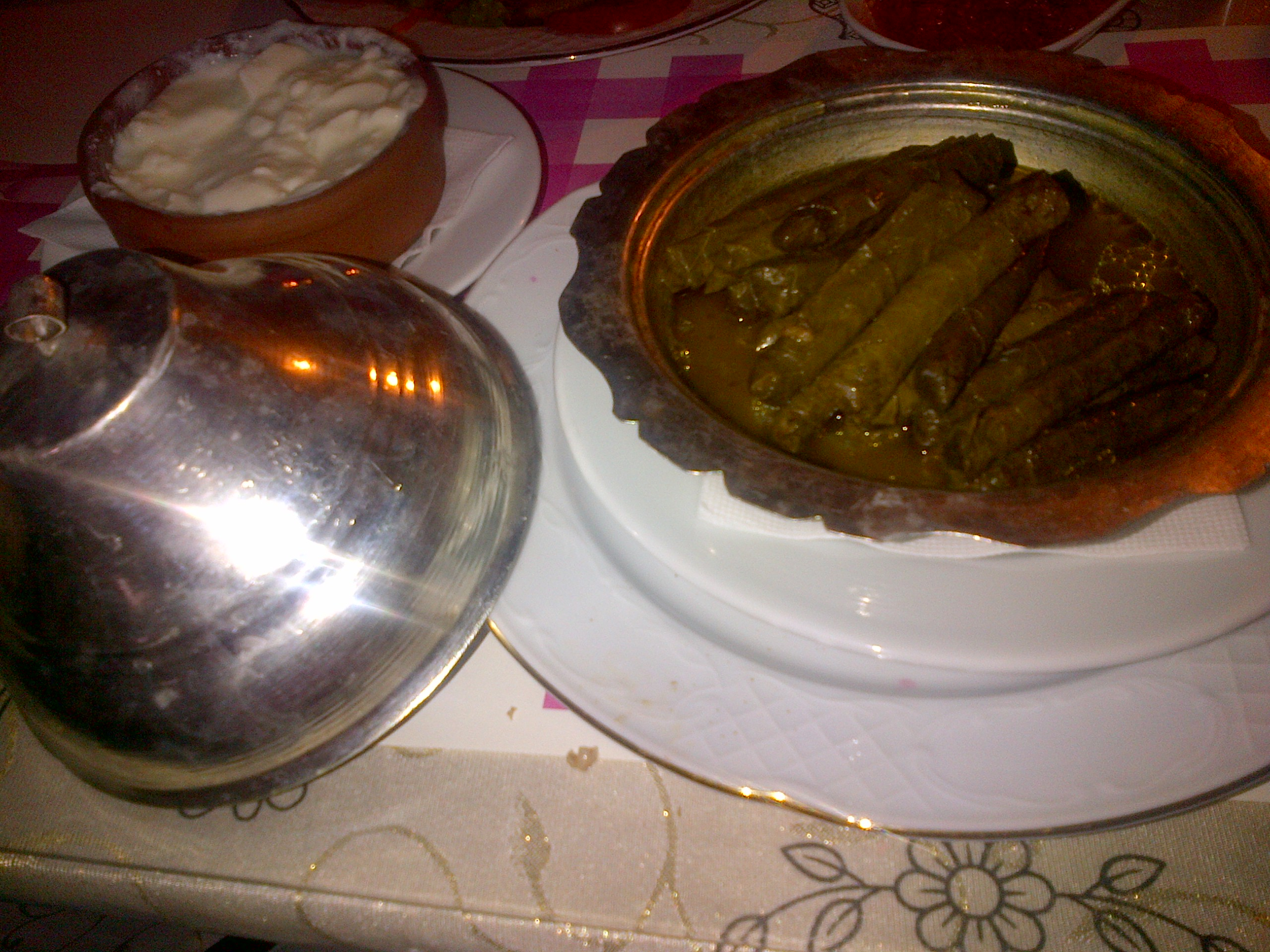
"Etli yaprak sarma" o "sarma" de hojas de parra con carne en Beypazarı, Turkey.

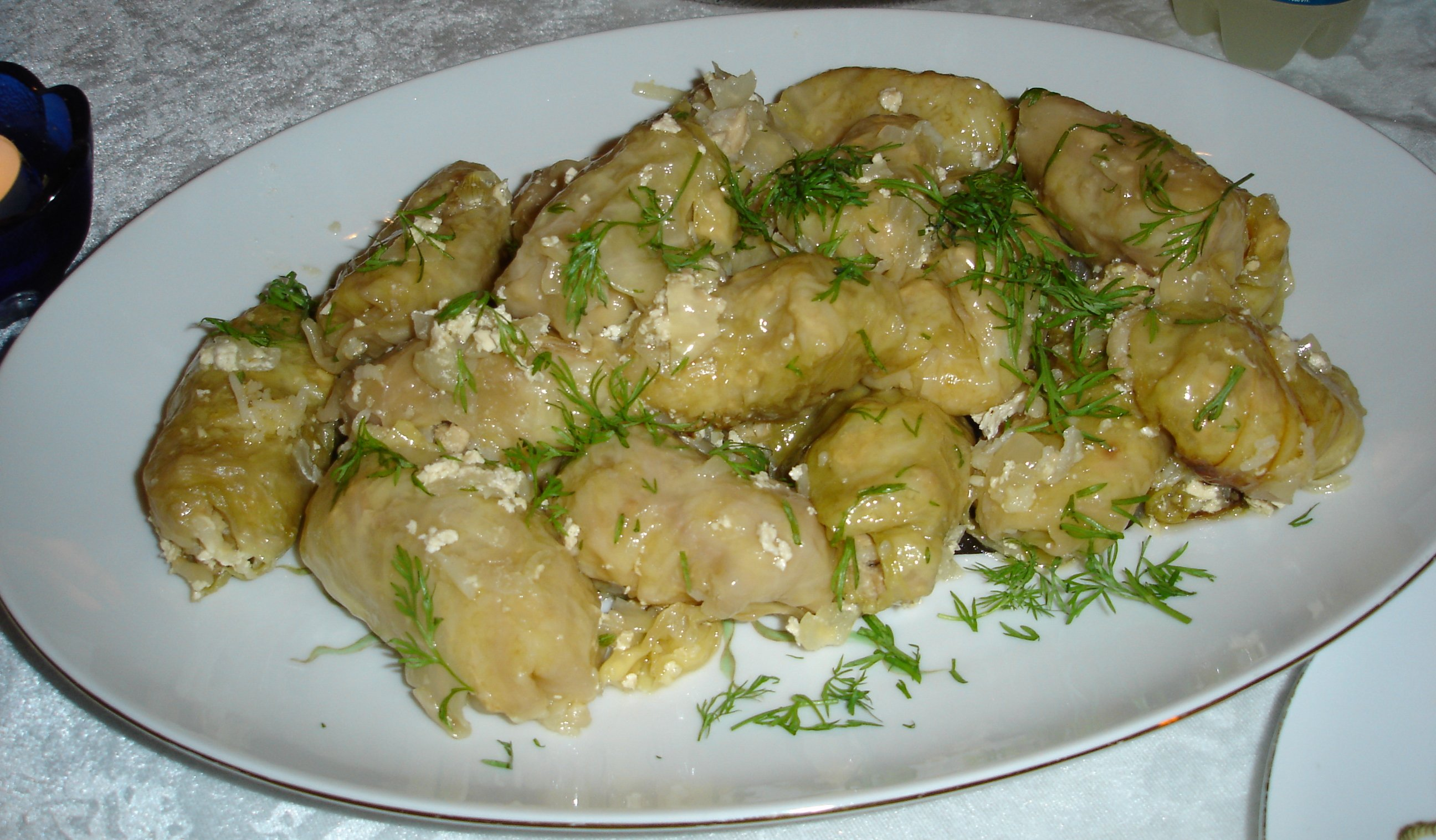
Sarma de hojas de col.

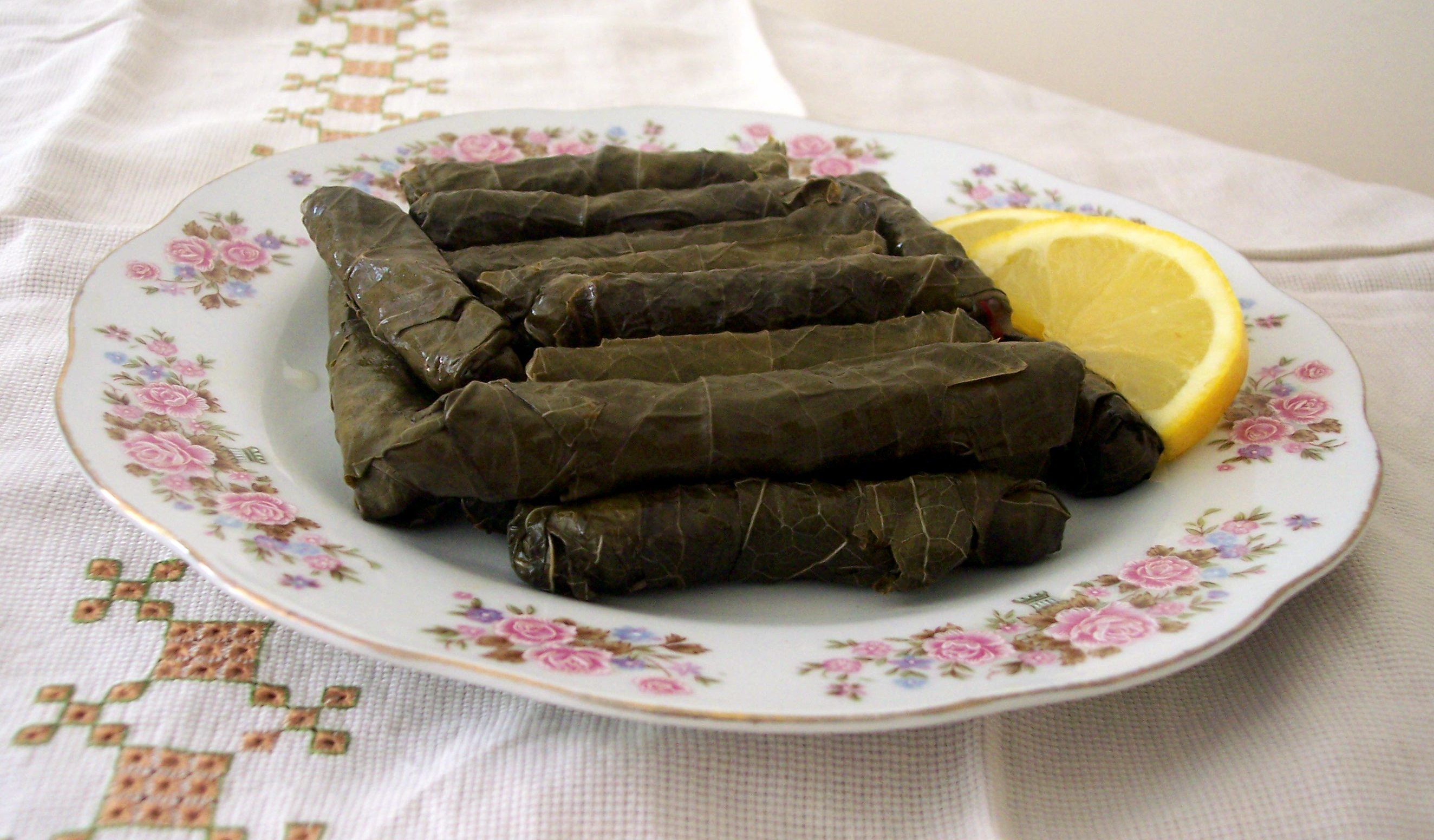
Sarma (fría) con su rodaja de limón.

Sarma (turco), y сарма en la mayoría de los idiomas eslavos del sur, es el nombre que se le da a un alimento envuelto con hojas de vid o de repollo, muy común en los Balcanes y áreas adyacentes. Sarma significa "enrollado" o "envuelto" en el idioma turco.  La versión rusa se denomina "голубцы" (golubtsy) y, al igual que la versión croata o serbia de este plato, está elaborada con hojas de repollo. El sarma tiene ciertas similitudes con el dolma.

## Características
Las hojas pueden llevar carne picada que puede ser de cerdo, ternera o cordero. Se incluye arroz (el arroz es una novedad, ya que tradicionalmente se ha empleado trigo) y cebollas picadas, todo ello sazonado y especiado generalmente con pimienta y algunas de las hierbas locales más populares. Cada sarma se enrolla en hojas grandes: llantén, repollo, vid, etc. Se pone a cocer todo durante horas en agua. Existen muchas variantes a lo largo de los países y regiones. Algunas de ellas añaden elementos exóticos propios como las hojas del árbol del cerezo.
La diferencia culinaria entre los países de Europa en los que se elabora este plato (Turquía, Alemania, etc.) y estas cocinas balcánicas está en el empleo de las hojas de la col agria (más habitual en los balcanes a la hora de elaborar los sarma).
El sarma es un plato vigoroso que suele acompañarse de patatas (a menudo en puré) y polenta. Otras variantes incluyen crema ácida, yogur o rábano picante. Se puede ver en salsa de tomate en Estados Unidos.

## Significados culturales
Es virtualmente imposible hacer sarma para una pequeña cantidad de gente, a menos que estén dispuestos a elaborarse las porciones enormes. Tradicionalmente, un pote lleno con sarme/sarmale está preparado generalmente para una familia entera. El sarma se sirve a menudo como uno de los platos principales durante las comidas ceremoniales de las bodas. En las comunidades de la diáspora se toma como un recuerdo de la patria anterior. 

## Variantes
Es conocido este plato como una variante en la cocina alemana donde se tiene el Col rellena o el Krautwickel.